# Elena
För andra betydelser, se Elena (olika betydelser).

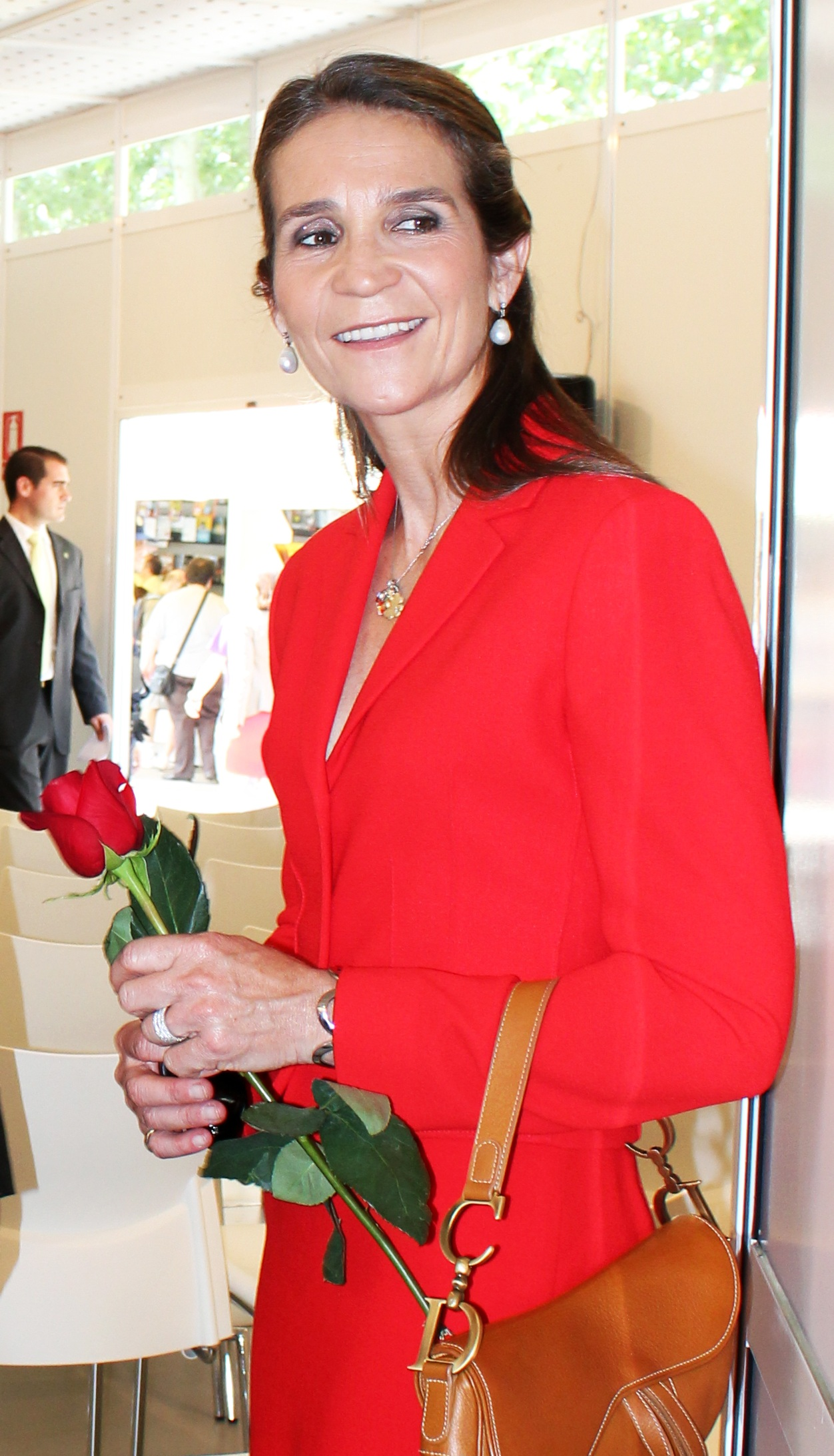
Elena av Spanien

Elena är ett grekiskt kvinnonamn som betyder fackla. Andra varianter av namnet är Helena, Jelena och Eleni.
Den 31 december 2014 fanns det totalt 4 717 kvinnor folkbokförda i Sverige med namnet Elena, varav 2 763 bar det som tilltalsnamn.
Namnsdag: saknas (1986-1992: 23 juli)

## Personer vid namn Elena
- Elena av Montenegro, drottning av Italien, drottning av Albanien och kejsarinna av Etiopien, gift med kung Viktor Emanuel III av Italien
- Elena av Rumänien, dotter till Mikael I av Rumänien
- Elena av Spanien, prinsessa, dotter till Juan Carlos I av Spanien
- Elena Anaya, spansk skådespelare
- Elena Ceaușescu, rumänsk politiker, gift med Nicolae Ceaușescu
- Elena Cornaro Piscopia, italiensk matematiker, den första kvinnan som erhöll doktorsgrad
- Elena Filatova, ukrainsk fotograf
- Elena Gheorghe, rumänsk sångerska
- Elena Kagan, amerikansk jurist, domare i USA:s högsta domstol
- Elena Kats-Chernin, australisk kompositör
- Elena Paparizou, svensk-grekisk sångerska
- Elena Poniatowska, mexikansk journalist och författare
- Elena Rosetti, rumänsk furstinna
- Elena Runggaldier, italiensk backhoppare
- Elena Salgado, spansk politiker
- Elena Vitritjenko, ukrainsk gymnast
- Elena Zelea Codreanu, rumänsk nationalist, medlem i Järngardet, gift med Corneliu Zelea Codreanu